# Phaulacris
Phaulacris är ett släkte av insekter. Phaulacris ingår i familjen gräshoppor.
Kladogram enligt Catalogue of Life:
| Phaulacris | \| \| Phaulacris gracilicornis \| \| \| \| \| \| Phaulacris variata \| \| \| \| |
|            | \| \| Phaulacris gracilicornis \| \| \| \| \| \| Phaulacris variata \| \| \| \| |
|            | Phaulacris gracilicornis                                                        |
|            |                                                                                 |
|            | Phaulacris variata                                                              |
|            |                                                                                 |